# Paul Huldschinsky
Paul Oscar Huldschinsky (* 18. August 1889 in Berlin; † 1. Februar 1947 in Santa Monica) war ein deutscher Innenarchitekt und Illustrator.

## Leben
Paul Huldschinsky war ein Sohn des Großindustriellen und Kunstsammlers Oscar Huldschinsky. Er arbeitete zunächst in München und schuf in dieser Zeit vor allem Buchillustrationen. Später zog er nach Berlin und begann dort als Innenarchitekt zu arbeiten. Das Adressbuch verzeichnete ihn letztmalig 1938 in der Kurfürstenstraße 53.
Er stattete Büros in Unter den Linden aus als auch „zahlreiche Villen und großzügige Wohnungen im wohlhabenden Südwesten“ Berlins, so etwa die Villa der Baronin Goldschmidt-Rothschild auf Schwanenwerder, Inselstraße 7. Im November 1938 wurde er im KZ Sachsenhausen inhaftiert. Nach seiner Freilassung emigrierte er im Dezember 1938 in die USA, wo er weiterhin als Innenarchitekt arbeitete. Er gestaltete z. B. Thomas Manns Villa in Pacific Palisades, der Kontakt ist auch durch Tagebucheinträge von Mann belegt. Ferner arbeitete Huldschinsky als Bühnenbildner für die Filmindustrie. Er starb 1947 nach schwerer Krankheit und hinterließ seine Frau Marie Ann sowie mehrere Stiefkinder. „... nach Huldschinskys Tod [verlieren sich] alle Spuren.“
Briefe von Huldschinsky befinden sich im Nachlass von Erika Landsberg, der Bestand wurde vom Ratinger Stadtarchiv an die Deutsche Nationalbibliothek (DNB) übergeben. Eine Zeichnung von Huldschinskys Hand zum 60. Geburtstag des Verlegers, Kunstsammlers und Hofrats Alexander Koch aus dem Jahr 1920 gelangte 2010 in den Kunsthandel.

## Auszeichnungen
Bei der Oscarverleihung 1945 erhielt Huldschinsky zusammen mit Cedric Gibbons, William Ferrari und Edwin B. Willis einen Oscar für die Ausstattung des Films Das Haus der Lady Alquist. Weitere Filme, an denen er beteiligt war, sind Desire Me und Meet Me in St. Louis.

## Innenausbauten
- vor 1915: Haus Hulle in München (mit Karl Mossner)[15]
- vor 1920: Innenausstattung für das Landhaus Grüneck in Oberbayern (mit Wilhelm Goehre)[16]
- um 1928: Kinderladen der Bekleidungsfirma M&E Staub in Berlin-Charlottenburg, Olivaer Platz[17]
- vor 1930: Bibliothek in den Geschäftsräumen von Paul Graupe in Berlin-Tiergarten, Tiergartenstraße 4[18]
- 1942: Innenausstattung des Thomas-Mann-Hauses in Pacific Palisades.[19]